# Wędrujmy. Wakacyjny przewodnik po polskiej psychodelii i folk-rocku
Wędrujmy. Wakacyjny przewodnik po polskiej psychodelii i folk-rocku – album kompilacyjny zawierający polskie psychodeliczne i folk-rockowe utwory z lat 60. i 70. XX wieku. Wydany w 2020 nakładem wydawnictwa Gad Records.

## Powstanie płyty
Pierwotnie płyta miała stanowić prezentację wpływów amerykańskiego folk-rocka oraz kalifornijskiej psychodelii na polską twórczość bigbitową i estradową początku lat 70. Punktem wyjścia do stworzenia kompilacji był utwór „Wstawanie wczesnym rankiem” grupy Andrzej i Eliza, nawiązujący do muzyki The Mamas & The Papas.
Kompilacja ostatecznie wydana została w pierwszym roku pandemii COVID-19 i jak pisali we wstępie jej twórcy Michał Wilczyński i Anna Piontek, „stała się wyrazem tęsknoty za tym, by pojechać znowu w góry, iść w głąb lasu, poczuć zapach drzew, spojrzeć w niebo”.
Na płytę składają się znane utwory ówczesnych gwiazd (np. Czerwonych Gitar i Skaldów), ale również utwory z sesji radiowych, a także niepublikowane piosenki Piotra „Pastora” Buldeskiego z grupami Rodzina Pastora i Słońce, albo pochodzącej ze Słupska grupy ST-44. Nagrania pochodzą z archiwów Polskich Nagrań, Polskiego Radia, Telewizji Polskiej oraz zbiorów prywatnych.

## Odbiór płyty
Jarosław Szubrycht w Gazecie Wyborczej podkreślał, że płyta stanowi przegląd polskich odpowiedzi na folkrockowy nurt w anglosaskiej muzyce przełomu lat 60/70, jednak przefiltrowanych przez „słowiańską melancholię, i tutejszą tradycję balladową”.
Piotr Kopka z magazynu Lizard zwracał uwagę, że „zbiór beztroskich zwykle piosenek z listy, która miała trafić na płytę, stanowi niezłą odtrutkę na frustrację podczas przymusowego zamknięcia w domu”.
Bartek Koziczyński z miesięcznika Teraz Rock najwyżej oceniał nagrania mało znane, takich grup jak Rodzina Pastora, Portrety (był to wczesny przejaw współpracy Zbigniewa Hołdysa i Bogdana Olewicza), a także ST-44, gdzie doszukiwał się wpływów The Doors i jazz-rocka.

## Lista utworów
Według źródła:
1. No To Co – Tak daleko stąd do ciebie
2. Trubadurzy – Przy dolnym młynie
3. Andrzej i Eliza – Wstawanie wczesnym rankiem
4. Jerzy Grunwald i En Face – Przyjdziesz sennym świtem
5. Wawele – Która to godzina
6. Rodzina Pastora – Ucieczka w deszcz
7. Tadeusz Woźniak – Zatrzymała się godzina
8. Portrety – O Tobie, jesieni i innych rzeczach
9. Grzegorz Andrian i Trzy Korony – Już nie czas
10. Piotr Pastor i Słońce – Zbudź się i słuchaj
11. Bractwo Kurkowe 1791 – Polskie dzwony
12. Grupa Boom – Ciepło
13. Czerwone Gitary – Płoną góry, płoną lasy
14. Skaldowie – Zajęczym tropem
15. Mira Kubasińska i Breakout – Miałam cały świat
16. Andrzej Rybiński – Czekałem na ciebie
17. ST–44 – Niosę ogień
18. Marek Ałaszewski – Płyną łzy
19. Niebiesko-Czarni – Skończyły się wakacje
20. Dwa plus Jeden – Śpij baju baj